# Wayne Wrathall
Wayne Wrathall – nowozelandzki zapaśnik walczący w stylu wolnym. Wicemistrz Wspólnoty Narodów w 1987. Trzykrotny medalista mistrzostw Oceanii w latach 1986 - 1992.